# Émile Torcheboeuf

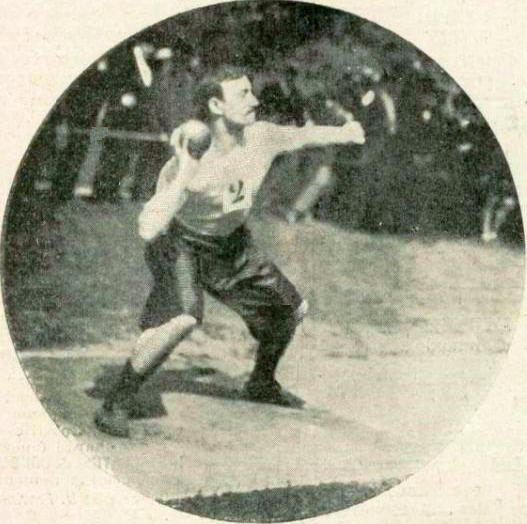
Émile Torcheboeuf, 2017

Émile Torcheboeuf (* 17. Juni 1876 in Saint-Ouen; † 29. November 1950 in Paris) war ein französischer Leichtathlet.
1894 und 1895 stellte er drei nationale Rekorde im Stabhochsprung auf:
- 2,72 m, 8. Juli 1894
- 2,83 m, 27. Juli 1894
- 2,875 m, 9. Mai 1895

Am 5. Juli 1896 wurde er mit dem französischen Rekord von 10,56 m französischer Meister im Kugelstoßen. 1900 errang er ein weiteres Mal den Titel in dieser Disziplin.
Bei den Olympischen Spielen 1900 in Paris wurde er Dritter im Standweitsprung.